# Stazione di Lendinara
La stazione di Lendinara è una stazione ferroviaria a servizio del comune di Lendinara sulla linea Verona-Rovigo.
La gestione degli impianti è affidata a Rete Ferroviaria Italiana, controllata del gruppo Ferrovie dello Stato.

## Strutture ed impianti

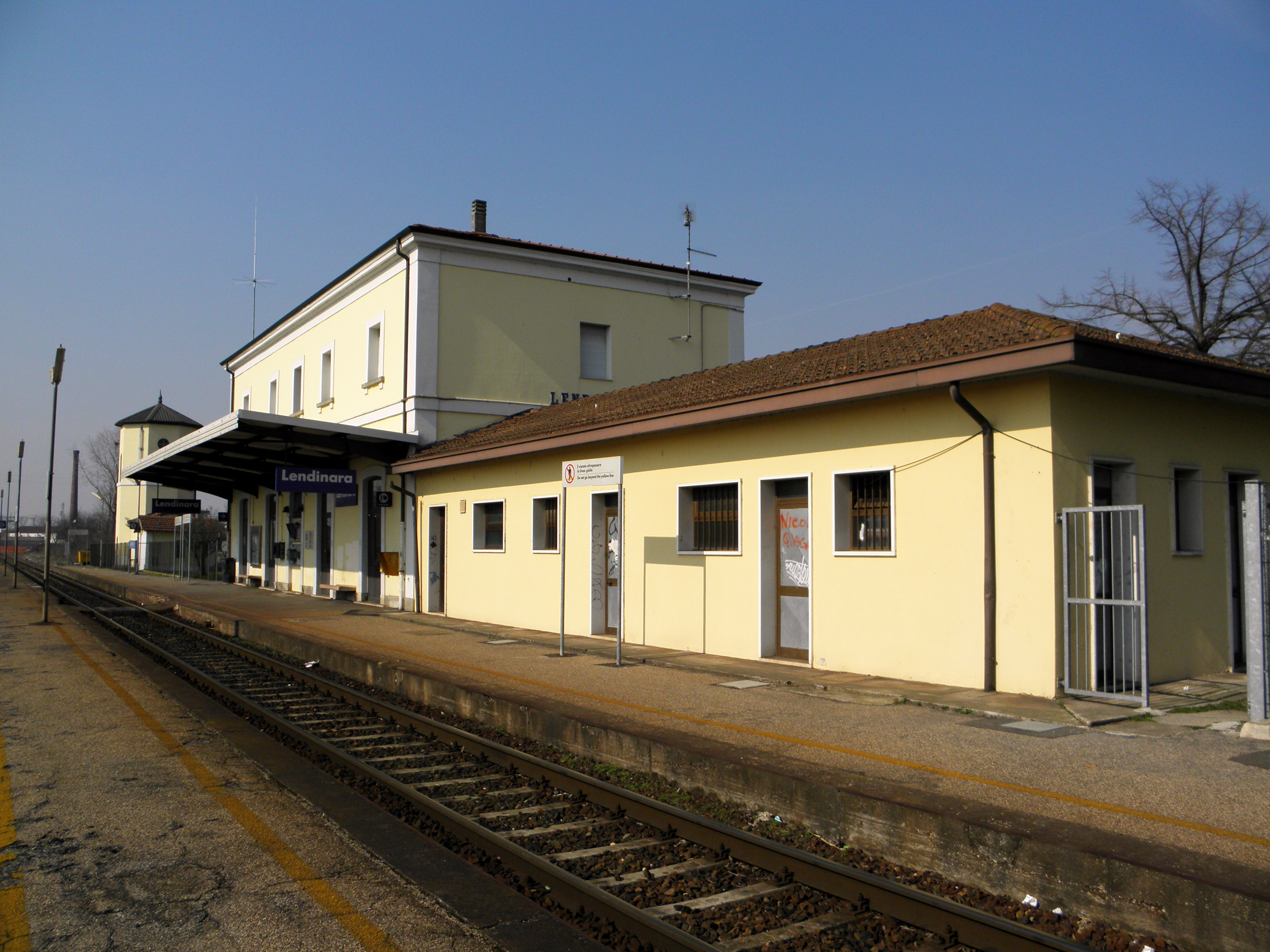
Lato ferrovia del fabbricato viaggiatori

Il fabbricato viaggiatori si presenta come una struttura a due piani: il primo piano ospita associazioni di vario genere, mentre al piano terra trovano posto la sede della protezione civile di Lendinara e altre sale oggi inutilizzate.
Presso la banchina del binario 1 è possibile vedere la ex pompa antincendio e la torre piezometrica. Nelle teste di banchina del 2 binario sono ancora visibili gli alloggiamenti per le due colonne idrauliche.
È inoltre presente uno scalo merci dismesso con annesso magazzino; questo fabbricato è una struttura in legno e muratura, oggi utilizzata per deposito mezzi della protezione civile.
Il piazzale si compone di 5 binari: il binario 1 è di corsa, il binario 2 viene usato per eventuali incroci e precedenze mentre i restanti 3 binari sono inutilizzati e coperti dalla vegetazione. È ancora presente il tronco di raccordo con lo stabilimento dello zuccherificio (oggi demolito).
Il binario 1 e 2, sono serviti da banchina e collegati fra loro da una passerella in asfalto; il binario 1 dispone di una pensilina e qualche posto a sedere.

## Servizi
La stazione offre i seguenti servizi:
- Parcheggio per biciclette

## Movimento

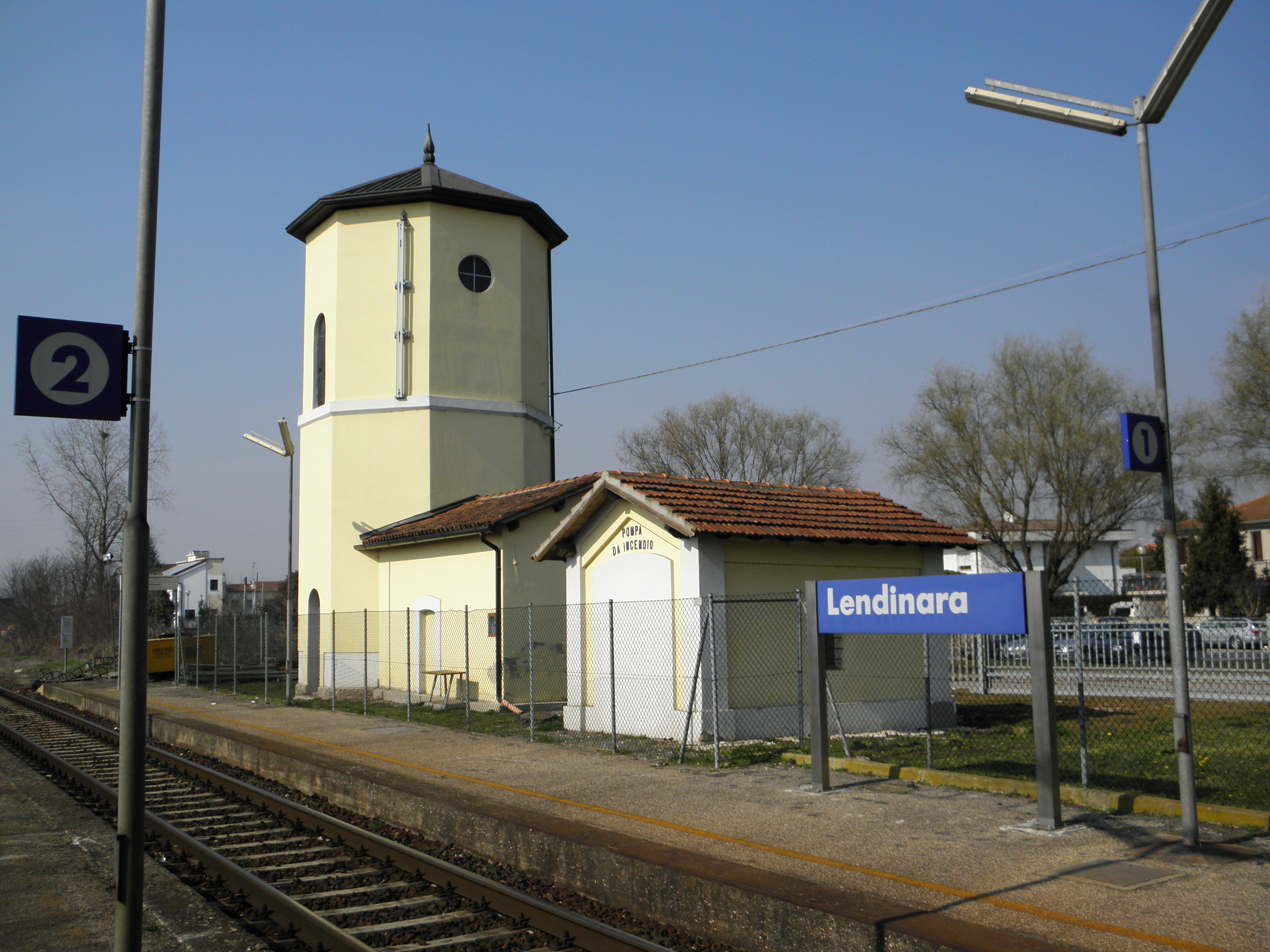
La torre dell'acqua

### Passeggeri
Il servizio viaggiatori è esclusivamente di tipo regionale.
Dal 1 settembre 2024 la stazione è servita dai treni regionali di Trenitalia, nell'ambito del contratto di servizio stipulato con la regione Veneto.
In precedenza, il servizio ferroviario era gestito da Sistemi Territoriali.
I treni che effettuano servizio presso questa stazione sono circa 47 al giorno. Le principali destinazioni sono Rovigo, Verona Porta Nuova e Legnago.